# Емблема Ефіопії
Емблема Ефіопії — державний символ африканської країни Федеративна Народна Республіка Ефіопія. Сучасного вигляду набула 1996 року. Емблема складається з золотої пентаграми та радіальних променів світла на синьому полі. Сьогодні пентаграма означає єдність людей і національностей в Ефіопії.
Ця емблема також використовується в центрі прапора Ефіопії.

## Історія

### Ефіопська імперія
Перед 1975 роком, був відчутним вплив європейської геральдики на герб імперії Ефіопія. Він складався із золотого, коронованого ефіопською короною лева Юдеї, який містився біля підніжжя імператорського трону і тримав в лівій лапі прапор Ефіопії, з верхівкою у вигляді хреста. По обидва боки від трону стояли архангели Михаїл (справа) та Гавриїл (зліва).
Обидва архангели з золотими німбами над головою, вдягнені у білі шати і мали білі крила. Архангел Михаїл тримав у правій руці опущений вниз меч, а в лівій — підняті над головою золоті ваги. Архангел Гавриїл в правій руці тримав у правій руці піднятий вверх золотий скіпетр, з верхівкою у формі хреста, а в лівій — зелену пальмову гілку.
Герб був оздоблений червоною, з золотою бахромою, мантією, яка була перев'язана з зеленими пальмовими гілками золотими шнурами, з золотими китицями. Національний символ був увінчаний ефіопською імператорською короною.
Малий герб Ефіопської імперії являв собою коронованого ефіопською імператорською короною лева Юдеї, який йшов на сторожі геральдично вліво. Він був розміщений на зеленому трав'яному підніжжі, мав природний колір і ніс у лівій лапі золотий посох з верхівкою у формі хреста і двома золотими стрічками із золотою бахромою.

### Соціалістична Ефіопія
У 1975 році, була прийнята попередня версія емблеми, яка складалася з плуга на фоні жовтого сонця на синьому тлі у формі круга, оточеного зеленим вінком. Тепер він асоціюється з режимом Дерґа.

## Галерея

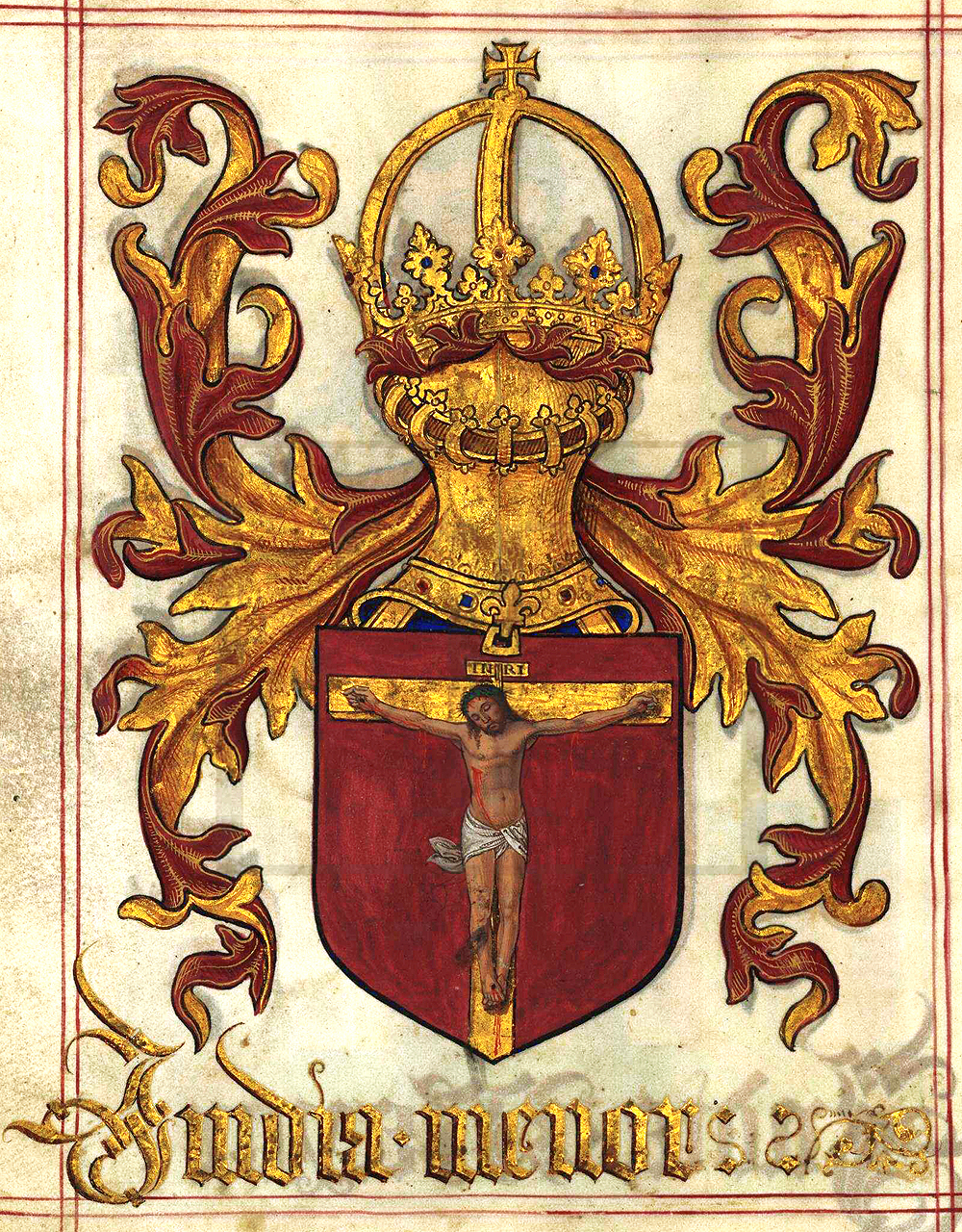
Герб Малої Індії (1509)
Великий герб Ефіопської імперії
Малий герб Ефіопської імперії
Герб Італійської Східної Африки (1936-1941)
Емблема Дерг (1974-1987)
Емблема народної демократичної республіки Ефіопія (1987-1991)
Емблема перехідного уряду Ефіопії (1991-1996)
Емблема Ефіопії (1996–2009, використовувався блакитний колір замість синього на чинній емблемі)